# Якутино (Оренбургская область)
Якутино — село в Грачёвском районе Оренбургской области. Входит в состав Побединского сельсовета.

## География
Село находится на расстоянии примерно 9 км (по прямой) к северу от села Грачёвка, административного центра района.

### Часовой пояс
Село Якутино, как и вся Оренбургская область, находится в часовой зоне МСК+2. Смещение применяемого времени относительно UTC составляет +5:00.

## История
Основано во второй половине XVIII века. В XIX веке село было известно по крайне жестокому обращению местного помещика Племянникова к своим крепостным крестьянам. В советское время работали колхозы «Свет Правды», им. Ворошилова и им. Фурманова.

## Население
| 2010 |
| ---- |
| 93   |

### Национальный состав
Согласно результатам переписи 2002 года, в национальной структуре населения русские составляли 76 % из 127 чел.

## Известные уроженцы
- Моисеев, Николай Александрович (1929—2020) — советский и российский учёный-лесовод. Доктор сельскохозяйственных наук. Заслуженный деятель науки Российской Федерации.